# 和歌山県中学校一覧
| 総数                        | 120校・2分校       |
| 国立                        | 1校                |
| 公立                        | 112校・2分校       |
| 私立                        | 7校                |
| 教育委員会所在地            | 〒640－8585        |
| 和歌山市小松原通一丁目1番地 |                    |
| 公式サイト                  | 和歌山県教育委員会 |

和歌山県中学校一覧（わかやまけんちゅうがっこういちらん）は、和歌山県の中学校の一覧。

## 国立中学校
- 和歌山大学教育学部附属中学校

## 公立中学校

### 和歌山市

#### 県立
- 和歌山県立向陽中学校
- 和歌山県立桐蔭中学校

#### 市立
- 和歌山市立有功中学校
- 和歌山市立河西中学校
- 和歌山市立加太中学校
- 和歌山市立河北中学校
- 和歌山市立紀伊中学校
- 和歌山市立貴志中学校
- 和歌山市立紀之川中学校
- 和歌山市立楠見中学校
- 和歌山市立城東中学校
- 和歌山市立西和中学校
- 和歌山市立高積中学校
- 和歌山市立東和中学校
- 和歌山市立西浜中学校
- 和歌山市立日進中学校
- 和歌山市立西脇中学校
  - 和歌山市立西脇中学校みらい分校
- 和歌山市立東中学校
- 和歌山市立伏虎義務教育学校
- 和歌山市立明和中学校

### 海南市
- 海南市立第三中学校
- 海南市立亀川中学校
- 海南市立巽中学校
- 海南市立東海南中学校
- 海南市立下津第一中学校
- 海南市立下津第二中学校
- 海南市立海南中学校

### 橋本市

#### 県立
- 和歌山県立古佐田丘中学校

#### 市立
- 橋本市立紀見北中学校
- 橋本市立紀見東中学校
- 橋本市立高野口中学校
- 橋本市立隅田中学校
- 橋本市立橋本中央中学校

### 有田市
- 有田市立有和中学校

### 御坊市

#### 県立
- 和歌山県立日高高等学校附属中学校

#### 市立
- 御坊市立御坊中学校
- 御坊市立河南中学校
- 御坊市立名田中学校
- 御坊市立湯川中学校

### 田辺市

#### 県立
- 和歌山県立田辺中学校

#### 市立
- 田辺市立東陽中学校
- 田辺市立明洋中学校
- 田辺市立高雄中学校
- 田辺市立大塔中学校
- 田辺市立新庄中学校
- 田辺市立衣笠中学校
- 田辺市立秋津川中学校
- 田辺市立龍神中学校
- 田辺市立近野中学校
- 田辺市立中芳養中学校
- 田辺市立上芳養中学校
- 田辺市立上秋津中学校
- 田辺市立中辺路中学校
- 田辺市立本宮中学校

### 新宮市
- 新宮市立光洋中学校
- 新宮市立城南中学校
- 新宮市立高田中学校
- 新宮市立緑丘中学校
- 新宮市立熊野川中学校

### 紀の川市
- 紀の川市立荒川中学校
- 紀の川市立打田中学校
  - 紀の川市立打田中学校仙渓分校
- 紀の川市立貴志川中学校
- 紀の川市立粉河中学校
- 紀の川市立那賀中学校

### 岩出市
- 岩出市立岩出中学校
- 岩出市立岩出第二中学校

### 海草郡
- 紀美野町立野上中学校
- 紀美野町立美里中学校

### 伊都郡
- かつらぎ町立笠田中学校
- かつらぎ町立妙寺中学校
- 九度山町立九度山中学校
- 九度山町立河根中学校
- 高野町立高野山中学校

### 有田郡
- 有田川町立吉備中学校
- 有田川町立石垣中学校
- 有田川町立金屋中学校
- 有田川町立八幡中学校
- 湯浅町立湯浅中学校
- 広川町立津木中学校
- 広川町立耐久中学校

### 日高郡

#### 組合立
- 御坊市日高川町組合立大成中学校

#### 町立
- 由良町立由良中学校
- 日高町立日高中学校
- 美浜町立松洋中学校
- みなべ町立南部中学校
- みなべ町立上南部中学校
- みなべ町立高城中学校
- 印南町立稲原中学校
- 印南町立印南中学校
- 印南町立切目中学校
- 印南町立清流中学校
- 日高川町立丹生中学校
- 日高川町立早蘇中学校
- 日高川町立中津中学校
- 日高川町立美山中学校

### 西牟婁郡
- 白浜町立白浜中学校
- 白浜町立富田中学校
- 白浜町立日置中学校
- 白浜町立三舞中学校
- 上富田町立上富田中学校
- すさみ町立周参見中学校

### 東牟婁郡
- 古座川町立古座中学校
- 古座川町立明神中学校
- 串本町立串本西中学校
- 串本町立潮岬中学校
- 串本町立串本中学校
- 串本町立西向中学校
- 那智勝浦町立色川中学校
- 那智勝浦町立宇久井中学校
- 那智勝浦町立那智中学校
- 那智勝浦町立下里中学校
- 太地町立太地中学校
- 北山村立北山中学校

## 私立中学校
- 開智中学校
- 近畿大学附属和歌山中学校
- 智辯学園和歌山中学校
- 和歌山信愛中学校
- 近畿大学附属新宮中学校
- きのくに子どもの村中学校
- 初芝橋本中学校